# Carl Gustaf Ekman

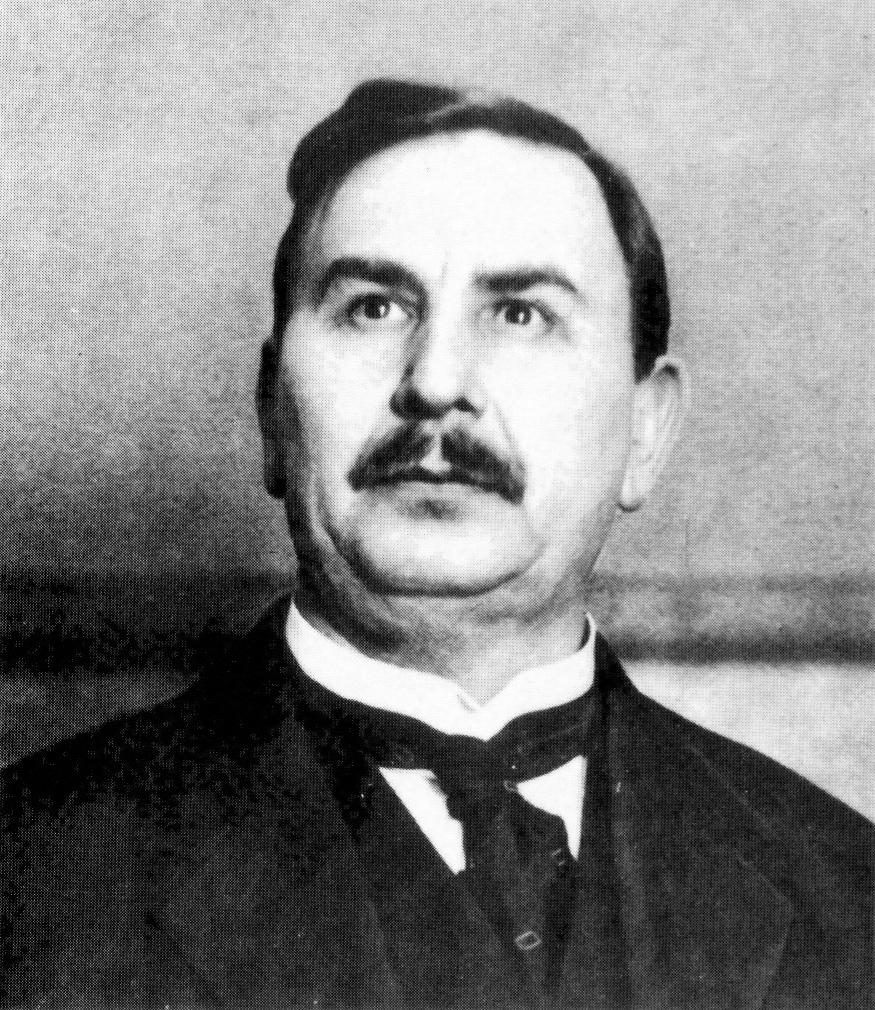
Carl Gustaf Ekman.

Carl Gustaf Ekman (Köping, 6 oktober 1872 - Stockholm, 15 juni 1945) was een Zweeds politicus en premier.

## Familie en beroepsloopbaan
Als zoon van een soldaat en landbouwer hielp hij al vanaf zijn twaalfde mee in het familiaal landbouwbedrijf. Hij engageerde zich ook al vroeg in de Onthoudingsbeweging en bij de zieken- en begrafeniskas van de stad Eskilstuna. In 1908 werd hij hoofdredacteur van de liberale partijkrant in Eskilstuna.

## Politieke loopbaan
In 1911 werd hij verkozen in de Zweedse Senaat en bleef er zetelen tot in 1913. Als parlementslid zette hij zich in voor een totaal alcoholverbod. Vervolgens zetelde hij van 1913 tot 1932 in het Lagerhuis van de Rijksdag.
In 1924 werd Ekman de voorzitter van de Vrijzinnige Volkspartij, een afsplitsing van de Liberale Partij die ontstaan was wegens verschillende standpunten binnen de Liberale Partij over de alcoholpolitiek. De volgende jaren zou hij een erg invloedrijk, maar soms ook omstreden politicus zijn. Binnen de sociaaldemocratische partij werd hij beschouwd als een klassenverrader, hoewel hij van armoedige komaf was. Ekman was ook deels betrokken bij de val van de sociaaldemocratische regeringen van Hjalmar Branting in 1923 en van Rickard Sandler in 1926, maar ook bij die van de conservatieve regering van Arvid Lindman in 1930.
Na de val van de regering-Sandler werd hij op 6 juni 1926 door koning Gustaaf V benoemd tot premier van Zweden. Hij slaagde erin om een wisselende meerderheid van links en rechts te bereiken en zorgde voor een hervorming van de gemeentebelasting en voor een hervorming in het Zweedse schoolsysteem. Van juni tot september 1926 was hij ad interim minister van Financiën. Na de verkiezingsoverwinning van de conservatieven moest hij op 1 oktober 1928 het premierschap overlaten aan Arvid Lindman.
Op 6 juni 1930 slaagde hij om samen met de voorzitter van de sociaaldemocraten Per Albin Hansson om de regering van Lindman na een motie van wantrouwen te beëindigen. Daarop werd Ekman door de koning opnieuw tot premier benoemd. Zijn tweede regering werd gedomineerd door de wereldwijde economische gevolgen van de Beurscrash van New York van 24 oktober 1929. In Zweden had dit vooral gevolgen voor de industrie en de landbouw. Bovendien kende Zweden door de verzwakking van de economie een groot begrotingstekort. Dit leidde tot binnenlandse politieke spanningen en na de ineenstorting van de lucifersector werd Ekman één maand voor de verkiezingen op 6 augustus 1932 gedwongen om ontslag te nemen als premier. Kort daarop verliet Ekman de politiek en hierdoor raakte de Vrijzinnige Volkspartij in een crisis. In 1934 kreeg de partij een nieuwe naam: de Liberale Volkspartij.
- Bibliothèque nationale de France: cb16279348s (data)
- Gemeinsame Normdatei: 1050469496
- International Standard Name Identifier: 0000 0001 2210 8598
- Library of Congress Control Number: no2002026756
- LIBRIS: 185822
- Virtual International Authority File: 48892881
- WorldCat: E39PBJgHdVgjh7pRp9whwpTCQq